# Amaranthoideae
Las Amaranthoideae es una subfamilia de las Amaranthaceae; comprende 2 tribus: 
- Amarantheae Rchb., 1832
- Celosieae Fenzl in S.F.L. Endlicher, 1837.

Los géneros Amaranthus (el amaranto) y Celosia  tienen muchas especies ornamentales, tanto como otras especies cuyas semillas tienen excelente contenido proteico - son los  pseudo-cereales - y hojas como verduras.

## Géneros
Según Wikispecies
| - Achyranthes - Achyropsis - Aerva - Allmania - Allmaniopsis - Amaranthus - Arthraerua - Bosea - Calicorema - Celosia - Centema - Centemopsis - Centrostachys - Chamissoa - Charpentiera - Chionothrix - Cyathula - Dasysphaera - Deeringia | - Digera - Eriostylos - Henonia - Herbstia - Hermbstaedtia - Indobanalia - Kyphocarpa - Lagrezia - Lecosia - Leucosphaera - Lopriorea - Marcelliopsis - Mechowia - Nelsia - Neocentema - Nothosaerva - Nototrichium - Nyssanthes | - Omegandra - Pandiaka - Pleuropetalum - Pleuropterantha - Polyrhabda - Pseudosericocoma - Psilotrichopsis - Psilotrichum - Ptilotus - Pupalia - Rosifax - Saltia - Sericocoma - Sericocomopsis - Sericorema - Sericostachys - Stilbanthus - Trichuriella - Volkensinia |